# Cmentarz żydowski w Brzozowie
Cmentarz żydowski w Brzozowie – kirkut, założony w I poł. XIX wieku. Mieści się przy ulicy Cegłowskiego i ma powierzchnię 0,36 ha. Podczas okupacji teren kirkutu był miejscem egzekucji brzozowskich Żydów dokonywanych przez nazistów. Hitlerowcy również zdewastowali kirkut. Po 1945 nekropolia ulegała zniszczeniu. Urządzono na niej wysypisko śmieci. Dopiero po 1990 uporządkowano i ogrodzono kirkut oraz umieszczono na nim fragmenty odnalezionych macew.